# Красуня у рожевому
«Красуня у рожевому» (англ. Pretty in Pink) — американська молодіжна мелодрама 1986 року режисера Говарда Дойча за сценарієм Джона Г'юза.

## Короткий сюжет
Старшокласниця Енді живе зі своїм батьком Джеком, який вже кілька років має психологічні проблеми через розлучення з матір'ю Енді і через це не має постійного місця роботи, а Енді підробляє у музичному магазині. Її кращий друг з дитинства — Філіпп «Дакі» Дейл, теж з незаможної сім'ї, таємно її кохає. А у школі Енді привернула до себе увагу Блейна Макдонафа, нащадка багатої родини, якому хотілося б мати стосунки з Енді, але він не може не зважати на думку багатих друзів, які нашіптують, що бідна дівчина йому не пара. Врешті Блейн наважується запросити Енді на випускний вечір, але через деякий час відмовляється від своїх слів. Енді з випускної сукні подруги Іони і відрізу матерії, що для неї придбав батько, сама готує собі рожеву сукню для випускного, щоб довести багатіям, що вони її не зламали.

## Закінчення фільму
Фільм закінчується тим, що на випускному балу Блейн визнає, що він проявив слабкодухість і завжди буде кохати Енді. Енді за порадою Філіппа наздоганяє Блейна, і вони цілуються.
Але за попереднім сценарієм фільм закінчувався тим, що Блейн пішов з балу один, а Енді залишилася з Філіппом. Та такий фінал зовсім не сподобався глядачам на допрем'єрному тестовому показі, і тому через кілька місяців після завершення зйомок фільму був дознятий альтернативний фінал, з яким фільм і був запущений у кінопрокат.

## Ролі виконували
- Моллі Рінгволд — Енді Волш
- Гаррі Дін Стентон — Джек Волш, батько Енді
- Джон Краєр — Філіпп «Дакі» Дейл
- Енні Поттс — Іона
- Джеймс Спейдер — Стефф Маккі
- Ендрю Маккарті — Блейн Макдонаф
- Крісті Свенсон — Дакетт
- Джина Гершон — Тромблі

## Критика
Фільм отримав загалом схвальні відгуки: Rotten Tomatoes дав оцінку 73 % на основі 56 відгуків від критиків і 81 % від більш ніж 100 000 глядачів.